# Orobanche australis
Orobanche australis là loài thực vật có hoa thuộc họ Cỏ chổi. Loài này được Moris ex Bertol. mô tả khoa học đầu tiên năm 1846.